# Noah Bean
Noah Bean (Boston, 20 augustus 1978) is een Amerikaans acteur. 

## Biografie
Bean haalde zijn bachelor of fine arts aan de toneelschool van de Universiteit van Boston in Boston. Hierna leerde hij het acteren aan de Royal Academy of Dramatic Art in Londen. Bean heeft al een langdurige relatie met actrice Lyndsy Fonseca, in 2016 maakte zij hun verloving bekend. 
Bean begon in 1998 met acteren in de film Williamstowne, waarna hij nog meerdere rollen speelde in films en televisieseries. Hij is vooral bekend van zijn rol als Ryan Fletcher in de televisieserie Nikita, waar hij in 39 afleveringen speelde (2010-2013). 

## Filmografie

### Films
Uitgezonderd korte films.
- 2021 King Richard - als tennisprofessional PV CC
- 2019 MAD? - als Josh
- 2019 The Report - als senator Martin Heinrich
- 2017 Civil - als Ted Wagman
- 2017 Curvature - als Wells
- 2016 12 Monkeys: Recap/Finale - als Aaron Marker
- 2013 Black Marigolds - als Ryan Cole
- 2012 Ex-Girlfriends - als Tom
- 2011 The Pill - als Fred
- 2011 Little Murder - als Paul Marais
- 2010 Morning Glory - als eerste date
- 2009 Hysterical Psycho - als Chuck
- 2009 Peter and Vandy - als Andrew
- 2008 The Verdict - als Nick
- 2005 Stay - als klerk / studentengids
- 1998 Williamstowne - als Tom

### Televisieseries
Uitgezonderd eenmalige gastrollen.
- 2022 The Endgame - als Jonathan Doak - 10 afl.
- 2021 Invasion - als David Barton - 3 afl.
- 2020-2021 9-1-1 - als Jeffrey Hudson - 5 afl.
- 2019 The Enemy Within - als Christopher Shepherd - 4 afl.
- 2017 Shut Eye - als Foster Hilburn - 6 afl.
- 2015-2016 12 Monkeys - als Aaron Marker - 12 afl.
- 2014 Gang Related - als Jason Manning - 4 afl.
- 2010-2013 Nikita - als Ryan Fletcher - 39 afl.
- 2012 Once Upon a Time - als Daniel - 2 afl.
- 2007-2012 Damages - als David Connor - 18 afl.
- 2009 Dark Blue - als Scott Muller - 4 afl.
- 2008 Lipstick Jungle - als Noah Mason - 2 afl.
- 2000-2001 Ed - als Tim Cooper - 4 afl.

- International Standard Name Identifier: 0000 0000 6596 1225
- Library of Congress Control Number: n2009046872
- Virtual International Authority File: 91065310
- WorldCat: E39PBJdcDppPffy83GQBFPHpyd